# 5 (Flugzeug)
Das Flugzeug „5“ war ein in nur zwei Exemplaren gebautes experimentelles sowjetisches Flugzeug mit Raketenantrieb und Pfeilflügeln.

## Geschichte
Das Projekt begann im Frühjahr 1945 unter der Leitung von M. R. Bisnowat. Ziel war die experimentelle Erforschung des Fluges im Überschallbereich, da es dafür noch keine Erfahrungen, sondern nur Theorien gab, welche überprüft werden sollten. Fehlende Erkenntnisse über die im schallnahen Bereich auftretenden Stoßwellen und andere Effekte hatten z. B. zum Absturz der sowjetischen Bolchowitinow BI-1, aber auch verschiedener X-Flugzeuge der USA geführt. Mit dem Flugzeug „5“ sollten die Vorteile des Pfeilflügels überprüft werden. Das Projekt entstand zeitgleich mit der später von der Sowjetunion erbeuteten DFS 346 und der Douglas D-558-II Skyrocket. Obwohl alle drei Projekte völlig unabhängig voneinander erfolgten, kam es in vielen Details zu ähnlichen Lösungen und Ergebnissen.
Das Flugzeug „5“ war ein Ganzmetall-Mitteldecker mit einem zweiholmigen Pfeilflügel (45° Pfeilung in 25 % Profiltiefe). Das Tragflächenprofil wurde entsprechend der Empfehlung des ZAGI gewählt. An der Wurzel war es ein ZAGI 12045bis und am Ende ein P2(2M). Der größte Konstruktionsfehler der deutschen DFS 346 wurde so vermieden, denn die DFS 346 hatte über die gesamte Spannweite dasselbe Profil, was zu schlagartigem Abreißen der Strömung am ganzen Flügel und somit zum kompletten Auftriebsverlust führen konnte. Hier zeigte sich das fehlende Wissen über Pfeilflügel auch auf deutscher Seite. Bei der „5“ waren auf jeder Tragflügeloberseite zwei Grenzschichtzäune angeordnet, um einen frühen Strömungsabriss am Tragflügelende zu verhindern. Im rechten Tragflügel befand sich an drei Querschnitten je eine Reihe von Messbohrungen zur Ermittlung der Druckverhältnisse. Der Rumpf hatte einen aufrechtstehenden ovalen Querschnitt und eine Rumpftrennstelle, welche die Montage des Antriebs und der Treibstofftanks ermöglichte. Im Rumpfvorderteil befand sich eine Druckkabine mit Schleudersitz. Die Kabinenhaube war rumpfkonform gestaltet und überragte den Rumpf nicht. Die ideale Spindelform konnte so gewahrt bleiben (wie auch bei der DFS 346 und der ersten Ausführung der Douglas D-558-II). Im Rumpfhinterteil waren Bremsklappen angebracht, im Heck ein Zweikammer-Flüssigkeitsraketentriebwerk RD-2MSWF des Konstrukteurs L. S. Duschkin. In Höhen über 8000 m betrug der Schub 19,6 kN, in Bodennähe 15,8 kN. Treibstoff war Kerosin, Salpetersäure und Wasserstoffperoxid. Der Treibstoffvorrat war für zwei Minuten bei Maximalleistung beider Brennkammern ausgelegt.
Die hydraulische Steuerung war etwas völlig Neues und besaß noch dazu einige Extras. So war es möglich, bei Verlust der Höhenruderwirksamkeit das Flugzeug durch das Verstellen des gesamten Höhenleitwerkes zu steuern. Dies konnte der Pilot auf den Steuerknüppel zuschalten. Weiterhin konnte der Pilot die Rückkopplung der Steuerung abschalten. Dies bedeutete, dass er keine Steuerkräfte mehr am Steuerknüppel vermittelt bekommt und ermöglichte es ihm, im Notfall sehr hohe Steuerkräfte einzusetzen.
Der Start sollte von einem Trägerflugzeug aus erfolgen. Deshalb reduzierte man das Fahrwerk auf eine Landekufe, den Hecksporn und verstärkte Randbögen an den Tragflächenenden. Das Trägerflugzeug war eine Pe-8, an der die „5“ unter dem rechten Tragflügel zwischen dem Rumpf und der ersten Motorengondel aufgehängt wurde. Zur Erprobung der „5“ wurden Modelle mit Autopiloten gebaut und von einer Tu-2 abgeworfen und erprobt. Für die Modelle kam ein von A. M. Issajew entwickeltes Einkammer-Flüssigkeitsraketentriebwerk U-400-10 mit einem Schub von 400 kp in 10 km Höhe zum Einsatz. Mit den Modellen wurden viele Werte erflogen. So konnte zum Beispiel der Verlauf der Widerstandskennlinie bis Mach 1,45 aufgenommen werden.
Ein antriebsloser Testflug des Originals sollte nach folgendem Muster stattfinden: Ausklinken vom Trägerflugzeug in 7000–7500 m Höhe, Sturzflug zum Fahrt aufholen, Überleitung in den Horizontalflug mit 2 bis 3 g Lastvielfachen, Verzögerung bis zum Strömungsabriss und erneuter Sturzflug. Ab einer Höhe von 1500 bis 2000 m sollte das Programm beendet und der Heimflug angetreten werden.
Ein Testflug mit Raketenantrieb sollte die „5“ auf eine Geschwindigkeit von ca. 1200 km/h und in Höhen von 12 bis 13 km befördern (Mach 1,13). Berechnungen zeigte jedoch, dass wesentlich höhere Geschwindigkeiten und Höhen möglich sein würden. Dies deckt sich auch mit der amerikanischen Douglas D-558-II, welche für Mach 1,4 konstruiert wurde und Mach 2,01 erreichte.

## Testflüge
Da zwei Flugzeuge gebaut wurden, werden diese häufig als „5-1“ und „5-2“ benannt.
Die „5-1“ wurde vom Testpiloten A. K. Pachomow am 14. Juli 1948 erstmals als Gleiter geflogen. Dabei gab es Probleme bei der Trennung der Maschine vom Trägerflugzeug. Die „5-1“ wurde beschädigt und schaffte nur noch eine Außenlandung, bei der die Maschine weitere Beschädigungen erlitt. Probleme machte auch die Längssteuerung. Nach der Reparatur und dem Umbau der Abwurfvorrichtung erfolgten zwei weitere antriebslose Flüge, bei denen die ebenfalls umgebaute Steuerung nun perfekt funktionierte. Das Flugzeug zeigte aber ein ungünstiges Verhältnis von Quer- und Kursstabilität. Dies war eine der Ursachen für das Unglück am Ende des dritten Testflugs. Das Flugzeug kam bei der Landung zuerst mit einer Tragfläche auf dem Boden auf, dann mit der anderen. Letztlich überschlug es sich fast und wurde dabei weitgehend zerstört. Der Pilot blieb unverletzt, aber eine Reparatur des Flugzeuges war nicht mehr möglich.
Im Januar 1949 war die „5-2“ fertiggestellt. Sie unterschied sich in Details von der „5-1“. Die Streckung und Pfeilung des Seitenleitwerkes wurde zur Verbesserung der Richtungsstabilität erhöht. An den Tragflächenenden wurden auf Empfehlung des ZAGI die Endbögen durch Federsporne ersetzt.
Der Erstflug der „5-2“ am 26. Januar 1949 unter Georgi Schijanow endete erneut mit einer Außenlandung. Diese war aber auch dem für den Piloten ungewohnten Flugzeug und den kurzen Landepisten des LII geschuldet. Das Flugzeug wurde beschädigt. Während der Reparatur wurde das Flugzeug umgebaut. Die Landekufe wurde so gestaltet, dass man auf den Hecksporn verzichten konnte. Am Heck wurde somit Platz geschaffen für die Montage eines Falschkiels, welcher die Richtungsstabilität weiter verbessern sollte.
Der nächste Flug verlief problemlos, zeigte aber, dass das notwendige Verhältnis zwischen Quer- und Richtungsstabilität noch immer nicht erreicht werden konnte. Normalerweise würde man diesem Problem mit einer Änderung der V-Stellung des Flügels begegnen. Das war aber nicht möglich, da die Flügel untrennbar mit dem Rumpf verbunden waren. Deshalb kam es zur Montage von „Flossen“ an den Tragflügelaußenkanten. Diese hatten dasselbe Profil wie der Tragflügel und waren in einem Winkel von 45° nach unten gerichtet. Mit dieser Ausführung absolvierte Georgi Schijanow im Juni 1949 sechs weitere Gleitflüge, bei denen Geschwindigkeiten von Mach 0,775 erreicht wurden. Die Masse des Flugzeuges betrug dabei 1710 kg. Das Flugzeug überzeugte bei diesen Flügen und auch die Steuerung bewährte sich. Das Flugzeug war bereit für einen Flug mit Eigenantrieb. Dieser erfolgte aus unbekannten Gründen jedoch nie.

## Technische Daten
| Kenngröße             | Daten |
| --------------------- | --- |
| Besatzung             | 1 |
| Länge                 | 11,20 m |
| Spannweite            | 6,60 m |
| Höhe                  | 2,40 m |
| Startmasse            | 1710 kg |
| Höchstgeschwindigkeit | Mach 0,775 |
| Triebwerk             | ein Zweikammer-Flüssigkeitsraketentriebwerk RD-2MSWF mit einem Schub von 19,6 kN in 8000 m und 15,8 kN in Bodennähe |
| Treibstoff            | Kerosin, Salpetersäure und Wasserstoffperoxid (der Antrieb wurde nie benutzt)                                       |